# Ophiarachna affinis
Ophiarachna affinis är en ormstjärneart som beskrevs av de Loriol 1893. Ophiarachna affinis ingår i släktet Ophiarachna och familjen Ophiodermatidae. Inga underarter finns listade i Catalogue of Life.